# Monique Antoine
Pour les articles homonymes, voir Timsit et Antoine.
Monique Antoine, née le 21 juillet 1933 à Paris et morte le 23 mars 2015 dans la même ville,, est une avocate et militante féministe française,.

## Biographie
Monique Antoine, fille de fonctionnaires des Postes dans l'Ariège, obtient une licence en droit à Toulouse. À vingt ans, elle est alitée pour plusieurs années à cause d'un accident de voiture qui handicape une de ses jambes. En 1960, elle obtient un premier emploi à Paris, en tant que conseillère juridique dans une banque. C'est à l'occasion de la guerre d'Algérie qu'elle s'engage : elle soutient les insoumis et les déserteurs, et héberge des militants algériens du FLN. Elle rejoint le réseau « Jeune Résistance » en 1960. Arrêtée en 1961, elle est incarcérée à la prison de femmes de la Petite-Roquette, dont elle n'est libérée qu'après la signature des accords d'Evian, en mars 1962.
En 1965, elle voyage en Algérie et rencontre Daniel Timsit, qu'elle épouse. Le couple a deux filles, la première née en 1967, la seconde en 1969.
En lien avec son métier d'avocat, son engagement se porte ensuite sur la création du Groupe d'information sur les prisons (GIP) en 1971, avec Michel Foucault et Pierre Vidal-Naquet. Elle fait par ailleurs partie du Mouvement d'Action Judiciaire (MAJ), un collectif d'avocats qui s'est créé à l'issue des événements de mai 1968.
Son engagement féministe rejoint aussi son métier d'avocat lorsqu'elle participe à la défense du procès de Bobigny, en 1972. Ce procès est une étape historique de la lutte pour la légalisation de l'avortement. Elle compte également parmi les personnes ayant collecté les signatures du manifeste des 331 (331 médecins attestant avoir pratiqué l'avortement).
Son rôle dans l'histoire du mouvement féministe français du 20e siècle se dessine aussi par la cofondation, en 1973, notamment avec Jeannette Laot, alors membre de la direction de la CFDT, et Simone Iff, présidente du Planning familial, du Mouvement pour la liberté de l'avortement et de la contraception (MLAC). Elle préside ce mouvement jusqu'en 1975, année où se dissoud le MLAC, avec l'adoption de la loi Veil légalisant l'IVG.
Monique Antoine inscrit ensuite son action dans le Mouvement de libération des femmes (MLF) et dans la défense de femmes violées dont elle se fait l'avocate, aux côtés de Josiane Moutet et Colette Auger. Elle est également l'avocate du mouvement français pour le planning familial.
En 2001, elle est élue au conseil municipal de Montbel (Ariège).
Monique Antoine-Timsit meurt d'un cancer, à l'âge de 81 ans, le 23 mars 2015, à l'hôpital de la Pitié-Salpêtrière, à Paris. Comme l'écrit Martine Storti dans un article du Monde, du 28 mars 2015 : « Moins de trois mois après le décès de Simone Iff, c'est une autre actrice majeure de la lutte des femmes pour la maîtrise de leur corps qui disparaît, dans cette année qui a célébré en janvier le 40e anniversaire de la loi libéralisant l'interruption volontaire de grossesse (loi Veil). ».
Monique Antoine est inhumée le 31 mars 2015 à Montbel (Ariège).
La place Monique-Antoine est inaugurée le 10 mars 2018, au croisement des rues Vieille-du-Temple et des Francs-Bourgeois, près des anciens locaux du MLAC (4e arrondissement de Paris).